# JHD Algier
Der JHD Algier (Jil Handassat El Djazaïr) ist ein algerischer Fußballverein aus der Hauptstadt Algier. Er trägt seine Heimspiele im Omar-Hammadi-Stadion aus, welches 17.500 Zuschauern einen Platz bietet.

## Geschichte
Der Verein wurde 1968 gegründet und schaffte 1972/73 den erstmaligen Aufstieg in die Ligue Professionnelle 1 (Algerien). Er spielte dort sechs Jahre und stieg 1979 wieder ab. Den größten Erfolg erreichten sie aber 1981/82, als sie den algerischen Pokal gegen NA Hussein Dey gewinnen konnte. Im CAF Cup Winners erreichten sie als Zweitligist das Viertelfinale, schieden dort knapp in zwei Spielen gegen den ASEC Abidjan aus.

## Statistik in den CAF-Wettbewerben
| Wettbewerb                    | Runde         | Gegner           | Hinspiel | Rückspiel |  |
| ----------------------------- | ------------- | ---------------- | -------- | --------- |  |
|                               |               |                  |          |           |  |
| African Cup Winners’ Cup 1983 | 1. Runde      | ASC Trarza Rosso | 0:0 (A)  | 8:1 (H)   |  |
|                               | 2. Runde      | Stade Malien     | 2:0 (H)  | 1:2 (A)   |  |
|                               | Viertelfinale | ASEC Abidjan     | 1:2 (H)  | 0:1 (A)   |  |